# شارع العشاق
شارع العشاق، أحد شوارع مدينة حمص التجارية والترفيهية والثقافية.

## التاريخ
هو أول شارع تم تعبيده في حي عكرمة خلال سبعينيات القرن العشرين، ومع بناء جامعة حمص (جامعة البعث سابقًا)، ولوجود كليات (الحقوق والتربية)، ومدارس إعدادية وثانوية للذكور والإناث، كان يتردد الكثير من الشبان والفتيات على هذا الشارع، نظرا لهدوئه ووجود بعض المقاهي، فصار يُتداول اسمه شعبيًا باسم شارع العشاق. في الأصل كان يسمى بالدوائر الرسمية الحكومية باسم شارع أبو جعفر الطوسي، وتم لاحقًا في عام 2008 اعتماد التسمية المتعارف عليها نظرًا لطغيان شهرتها على الاسم الرسمي.

## الموقع
يتوسط الشارع حي عكرمة، يبدأ الشارع من تقاطعه مع شارع الحضارة، وينتهي بكنيسة القيامة ودير الراهبات المخلصات (شارع صائب العظم)، مارا بعدد كبير من الحدائق. ومؤديا بتفرعاته إلى جامعة البعث، وعدد من المدارس.

## النشاط البشري والتجاري
بلغ عدد المحلات في الحي ما يزيد عن 120 محل تجاري، يتركز نشاطها على بيع العطورات والهدايا والزهور، إضافة لوجود عدد من المقاهي.

### أشهر العلامات التجارية والخدمية
- مدرسة حافظ محمد.
- مقاهي: غوستو، لاروشا.
- مطاعم وجبات سريعة: B2B.